# Rainer Mattern (Mediziner)
Rainer Mattern (* 2. Februar 1945 in Wattenheim) ist ein deutscher Rechtsmediziner, Verkehrsmediziner und Hochschullehrer im Ruhestand.

## Ausbildung und berufliche Tätigkeit
Nach Schulbesuch und Abitur in Kaiserslautern 1964 studierte Rainer Mattern Medizin – bis zum Physikum an der Albert-Ludwigs-Universität Freiburg, danach bis zum Staatsexamen 1970 an der Ruprecht-Karls-Universität Heidelberg. Bei Georg Schmidt an der Universität Heidelberg promovierte er 1971 mit einer Dissertation über die Ruptur der Aorta zum Dr. med. Ebenfalls in Heidelberg habilitierte sich Rainer Mattern 1980 mit einer Schrift zu Wirbelsäulenverletzungen durch Unfälle bei angelegtem Sicherheitsgurt.
Mattern wurde 1985 in Heidelberg Professor. Er wechselte 1986 auf eine C3-Professur an der Johannes-Gutenberg-Universität Mainz. Es folgte 1991 ein weiterer Wechsel zurück an die Universität Heidelberg; Mattern wurde dort Professor für Rechts- und Verkehrsmedizin und Leiter des gleichnamigen Instituts.
Im Februar 2010 hielt Rainer Mattern seine Abschiedsvorlesung zum Gang in den Ruhestand. Seine Nachfolgerin wurde im März 2011 Kathrin Yen.

## Wirken
Neben seiner gerichtsmedizinischen Forschungsarbeit tritt Rainer Mattern regelmäßig als Gerichtsgutachter auf. Ein bekanntes Verfahren ist der Kachelmann-Prozess. Im Fall des Todes von Birgit Dressel hat Mattern zusammen mit Hans-Joachim Wagner ein Gutachten erstellt.
Im Bereich Verkehrsmedizin forschte Mattern um Beurteilungskriterien für die Fahreignung zu entwickeln. Dabei konnte er Erfahrungen aus der praktischen Begutachtung einbringen; die Bundesanstalt für Straßenwesen akkreditierte 2005 sein Institut als erste an einem Universitätsklinikum gelegene Begutachtungsstelle  für die Durchführung der Medizinisch-Psychologischen Untersuchung zur Fahreignung. Mattern fungierte als Obergutachter in diesem Bereich. Ein weiteres Arbeitsfeld Matterns war die Verbesserung und Erprobung von Crashtest-Dummies; für seine Forschung dazu wurden auch Crashtests an Leichen durchgeführt.
Rainer Mattern war Vorsitzender der Kommission zur Festsetzung von Grenzwerten für Alkohol und Drogen im Straßenverkehr beim Bundesverkehrsministerium Beim 7. Deutschen Fernsehkrimi-Festival 2011 gehörte Rainer Mattern der Jury für den Deutschen Fernsehkrimipreis an.

## Schriften
Researchgate listet 140 Publikationen unter Beteiligung Rainer Matterns,
Qualifikationsarbeiten und Buch:
- Beitrag zur Zugfestigkeit und Bruchdehnung der Aorta. Universität Heidelberg 1971 (Dissertation).
- Wirbelsäulenverletzungen angegurteter Fahrzeuginsassen bei Frontalkollisionen. Auswertungen von 228 Modellversuchen nach postmortalen Traumatisierungen. Universität Heidelberg 1980 (Habilitationsschrift).
- Mit Wolfgang Härdle und Dimitrios Kallieris: Biomechanik der Seitenkollision. Validierung der Verletzungskriterien TTI und VC als Verletzungsprädikatoren. Wirtschaftsverlag NW, Bremerhaven 1995, ISBN 978-3-89429-621-6.

## Ehrungen und Mitgliedschaften
- Senator-Lothar-Danner-Medaille des Bundes gegen Alkohol und Drogen im Straßenverkehr, 2007[12]
- Deutsche Gesellschaft für Verkehrsmedizin, Vorsitzender[15] und seit 2018 Ehrenmitglied[16]